# Галгово
Галгово је насељено место у саставу Града Самобора у Загребачкој жупанији, Хрватска. До територијалне реорганизације у Хрватској налазило се у саставу старе загребачке приградске општине Самобор.

## Становништво
На попису становништва 2011. године, Галгово је имало 686 становника.

## Попис1991.
На попису становништва 1991. године, насељено место Галгово је имало 764 становника, следећег националног састава:
| Попис 1991.‍  | Попис 1991.‍  | Попис 1991.‍ | Попис 1991.‍ | Попис 1991.‍ |
| ------------ | ------------ | ----------- | ----------- | ----------- |
|              |              |             |             |             |
| Хрвати       | Хрвати       |             | 737         | 96,46%      |
| Словенци     | Словенци     |             | 4           | 0,52%       |
| Срби         | Срби         |             | 2           | 0,26%       |
| Муслимани    | Муслимани    |             | 1           | 0,13%       |
| остали       | остали       |             | 1           | 0,13%       |
| неопредељени | неопредељени |             | 3           | 0,39%       |
| регион. опр. | регион. опр. |             | 1           | 0,13%       |
| непознато    | непознато    |             | 15          | 1,96%       |
| укупно: 764  |              |             |             |             |